# Sixto Roxas
Sixto K. Roxas III (Los Baños, 6 augustus 1927) is een Filipijns econoom en voormalig bankier. 

## Biografie
Sixto Roxas werd geboren op 6 augustus 1927 in Los Baños in de Filipijnse provincie Laguna. Zijn ouders waren Manuel Luz Roxas, een hoogleraar scheikunde en hoge ambtenaar, en Rosario Kalaw. Na het behalen van zijn bachelor-diploma economie aan de Ateneo de Manila in 1950 studeerde hij verder aan de Fordham University in New York. Daar behaalde hij in 1953 zijn master-diploma economie. Hij doceerde enige tijd economie aan de Fordham University. Na zijn terugkeer in de Filipijnen was hij docent economie aan de Ateneo de Manila. later in zijn carrière doceerde economie hij aan de University of the Philippines en ecologische sociale wetenschappen aan Miriam College en het Asian Social Institute.
Roxas bekleedde als econoom diverse posities binnen de Filipijnse overheid. Zo was hij was hoofd van een presidentiële commissie die zich bezighield met het minimumloon en lid van een technische commissie van de Philippine National Bank (PNB). Ook zat hij in het panel voor economische planning van de National Economic Council (NEC). Later was hij assistent-econoom bij PNB en weer later manager van de economische afdeling van de PNB. Ook was Roxas economisch adviseur van president Ramon Magsaysay.
Roxas was tevens president van de Bangcom Development Corporation, een investeringsbank in de Filipijnen. Ook was hij de eerste Filipijnse voorzitter van het Asian Institute of Management en was Roxas voorzitter van de American Express Asia Ltd in Hongkong en voorzitter van de AMEX Bank in Londen. Daarnaast was hij bij diverse bedrijven lid van de raad van bestuur. In 1982 stopte hij als bankier en met zijn werk in het bedrijfsleven. 
Roxas was in 1960 een van de Ten Outstanding Young Men of the Philippines (TOYM) en werd in 1969 onderscheiden met een Presidential Award of Merit. Hij trouwde met Maria Teresa Escuda en kreeg met haar zes kinderen.